# 와이어포리스트구

와이어포리스트구의 위치

와이어포리스트구(영어: Wyre Forest District)는 잉글랜드 우스터셔주에 위치한 비도시 자치구로 중심 도시는 키더민스터이며 인구는 98,960명(2014년 기준), 면적은 195.4km2이다.